# اتل متل
اتل متل نام یک آلبوم استودیویی از ابی است که در سال ۱۹۹۴ (۱۳۷۳ خورشیدی) توسط شرکت ترانه روی نوار کاست و سی‌دی منتشر شد. این آلبوم دارای ۶ ترانه است. آهنگسازی این آلبوم و همچنین تنظیم تمام ترانه‌ها توسط فرید زلاند انجام گرفته است.

## فهرست ترانه‌ها
متن همهٔ ترانه‌ها توسط اردلان سرفراز به‌جز آن‌هایی که اشاره شده است نوشته شده‌است.
| شماره | نام                  | مدت  |
| ----- | -------------------- | ---- |
| ۱.    | «شما» (هما میرافشار) | ۴:۴۲ |
| ۲.    | «خواب»               | ۵:۰۰ |
| ۳.    | «منزل به منزل»       | ۴:۳۳ |
| ۴.    | «اتل متل»            | ۵:۳۰ |
| ۵.    | «بنویس»              | ۵:۲۷ |
| ۶.    | «بگو ای یار بگو»     | ۴:۳۸ |